# لورزواتر، کامبریا
لورزواتر (به انگلیسی: Loweswater) یک روستا و محله مدنی در بریتانیا است که در الیردال واقع شده‌است. لورزواتر ۲۳۱ نفر جمعیت دارد.